# Bolotettix perminutus
Bolotettix perminutus är en insektsart som först beskrevs av Bolívar, I. 1887.  Bolotettix perminutus ingår i släktet Bolotettix och familjen torngräshoppor. Inga underarter finns listade i Catalogue of Life.